# Vute (langue)
Pour les articles homonymes, voir Vute.
Le vute, aussi écrit vútè ou vouté en français, est une langue bantoïde mambiloïde parlée au Cameroun dans la Région de l'Adamaoua, les départements du Mayo-Banyo et du Djérem, près de Tibati et Banyo. On trouve aussi un millier de locuteurs au Nigeria (1973).
Le nombre total de locuteurs a été estimé à 21 000, dont 20 000 au Cameroun (1997).

## Noms
Le vute est aussi parfois appelé ’abotee, ’abwetee, baboute, bamboute, boute, bubure, bule, bute, foute, luvure, nbule, pute, voute, voutere, woute, ou wute.

## Écriture
| a  | b   | ɓ  | c | d  | ɗ  | e  | ə | f  | g | gb | h | i | ɨ | j | k | kp | l | m |
| mb | mgb | mv | n | nd | nj | ny | ŋ | ŋg | o | ɔ  | p | r | s | t | u | v  | w | y |

Les voyelles nasales sont réprésentées avec une cédille : ‹ a̧ ȩ ə̧ i̧ ɨ̧ o̧ ɔ̧ u̧ ›.
Les tons sont représentés à l’aide de signes diacritiques :
- le ton haut avec l’accent aigu, par exemple ‹ á › ;
- le ton moyen et le ton montant moyen-haut sans diacritique, par exemple ‹ a › ;
- le ton bas et le ton montant bas-haut avec l’accent grave, par exemple ‹ à › ;
- le ton descendant haut-bas ou haut-moyen avec l’accent circonflexe, par exemple ‹ â › ;
- le ton haut-bas-haut ou haut-moyen-haut en doublant la lettre avec un accent circonflexe sur la première et un accent aigu sur la deuxième, par exemple ‹ âá ›.